# Волков, Николай Александрович (купец)
Николай Александрович Волков (6 [18] октября 1854, Вологда — не ранее 1920, Петроград) — потомственный почётный гражданин, городской голова, вологодский купец 1-й гильдии, меценат.

## Биография
Родился в купеческой семье. Отец, Александр Евстратьевич Волков (21 августа (2 сентября) 1816 — 27 января (8 февраля) 1889), вологодский купец, благотворитель, неоднократно избирался в гласные губернского и уездного собраний, в гласные Вологодской городской Думы, с 1871 года по 1875 годы занимал должность городского головы. Семья Волковых занималась торговлей, производством постного масла и пряников. Николаю Александровичу принадлежали несколько маслобойных заводов, а также бакалейные, хлебные, крендельно-пряничные лавки. Часть продукции экспортировалась.

### Городская служба
С 1883 по 1891 годы являлся купеческим старостой города. В 1883 году после выборов в гласные городской Думы Николай Александрович посвятил себя службе городу Вологда. Через десять лет, 18 мая 1893 года, он был избран вологодским городским головой. Находился в этой должности почти 17 лет. Основными заслугами Волкова на посту городского головы является устройство водопровода и канализации, появление в городе электрического освещения и телефонной связи. В 1901 году был построен деревянный Новый Архангельский мост, который связал Заречье и центр города. В 1903 году, рядом с водонапорной башней, было построено здание первой в Вологде электростанции. Первыми абонентами были общественные места, больницы, торговые заведения, школы. В 1898 году была построена Вологодская телефонная станция на 48 абонентских номеров, а к 1914 году количество абонентов превысило 400. Были телефонизированы государственные учреждения, полицейские участки, гостиницы, крупные магазины и театр.

### Дом Волкова

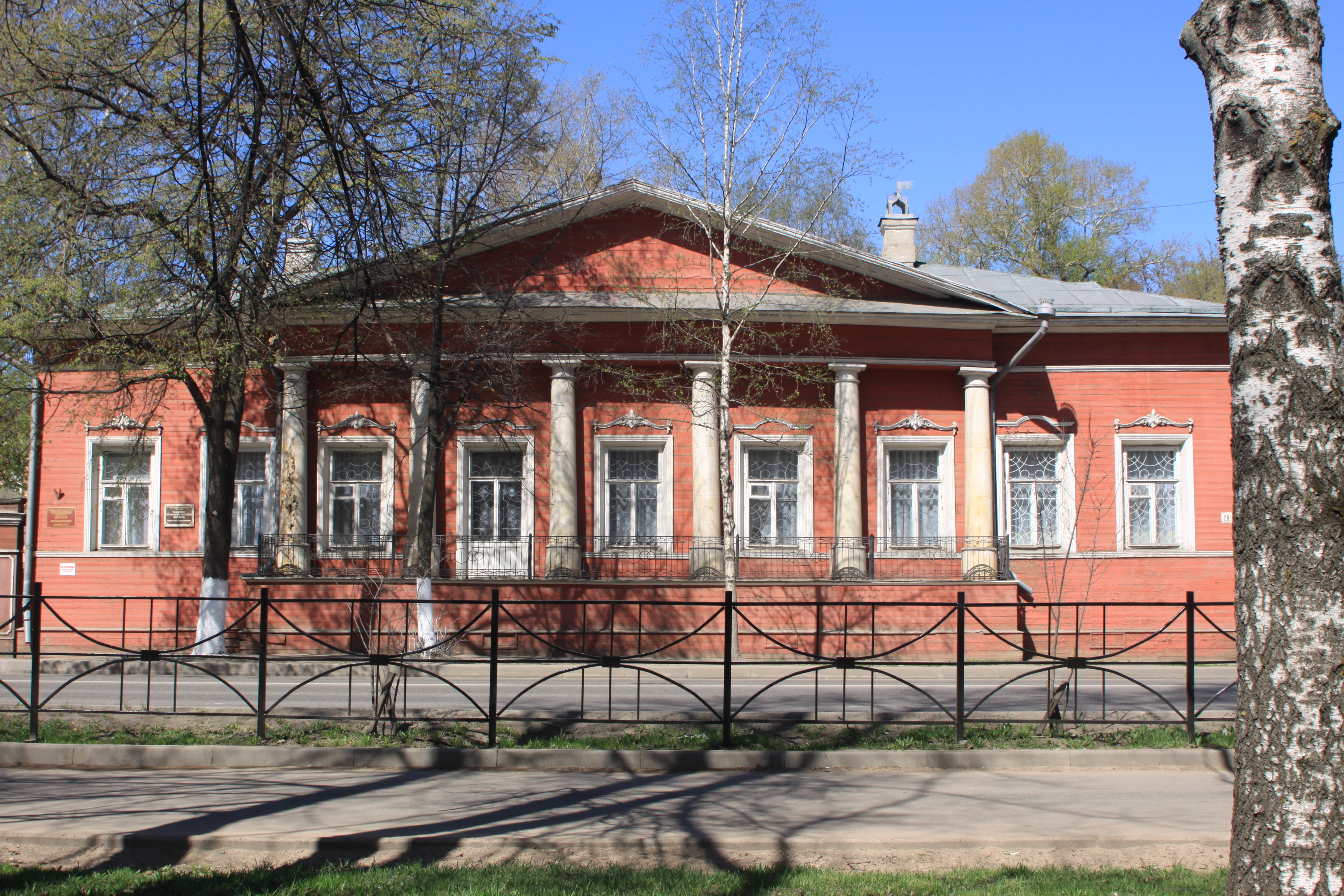
Дом Волкова в Вологде

Родовой дом Волковых находился на углу Большой Козлёнской и Желвунцовской улиц (не сохранился). Волковы были постоянными благотворителями Покровской церкви (Церковь покрова Пресвятой Богородицы на Козлене, сохранилась до нашего времени). В 1890 году купец приобрел недвижимость на улице Петербургской (ныне ул. Ленинградская, 28), где предпочитали жить богатые дворяне. Это был особняк в стиле ампир, построенный в первой трети XIX века. В настоящее время в здании располагается детская музыкальная школа.

### Усадьба Волковых
Усадьба Осаново под Вологдой на берегу реки Шограш называлась «вологодским Версалем». Здесь были роскошный парк, усадебный дом с постройками, домовая церковь в честь Пресвятой Троицы, напоминающая корабль, каскадные пруды. В усадьбе собирались лучшие люди города, культурная общественность, местная элита, устраивались литературные вечера, организовывались художественные выставки. Двухэтажный деревянный дом Волкова, вместе с каретником, домами служителей и кирпичной оранжереей, находился в Нижнем Осанове, а хозяйственные службы: столовая, кузница, конюшня, птичник, скотные дворы и маслодельный завод — в Верхнем Осанове. Хозяйством и административными вопросами в имении занимался сын, Георгий Николаевич. Хозяйство было передовым, основной доход приносила продажа молока.

### После 1917
Дочь Елена преподавала в Художественном институте. Сын Георгий управлял хозяйством в имении. Николай Александрович с 1919 по начало 1920 года был помощником заведующего бюро по сбору отбросов в Вологодском губернском совете народного хозяйства. В его доме на углу Козлёнской и Желвунцовской расположился приёмный пункт вторсырья (скупка резины, тряпья и костей). 29 мая 1918 года имение у Николая Александровича конфисковали и на 16 месяцев вверили в руки его сына Георгия. С 1 мая 1919 года бывшее частное образцовое хозяйство Волковых было преобразовано в совхоз. К середине прошлого века особняк и церковь были разрушены.
В 1920 году Волковы покинули Вологду, переселившись в Петроград. Потомки живут в Вологде.

## Семья
Жена — Анна Петровна, урождённая Щапова (1855 — ?). В брак вступили 24 июля (5 августа) 1877 года.
Дети:
- Михаил (17 (29) ноября 1878 — 18 (30) марта 1879)
- Павел (2 (14) марта 1880 — 16 (28) августа 1880)
- Николай (28 апреля (10 мая) 1881 — 8 (20) июня 1883)
- Елена (3 (15) октября 1883 — ?)
- Георгий (22 июня (4 июля) 1885 — 10 сентября 1919)

## Благотворительность
Николай Александрович активно занимался благотворительностью. Он не только делал щедрые денежные пожертвования, но и являлся одним из организаторов нескольких благотворительных инициатив:
1884—1906 — казначей лечебницы Вологодского благотворительного общества для приходящих больных (открыта в 1872 году)
1885—1887 — попечитель 3-го и 4-го мужских и 2-го женского приходских училищ
1886—1893 — член совета богадельни купца Николая Немирова-Колодкина
1901—1916 — почётный попечитель Александровского реального училища
1902—1914 — член Вологодского уездного отделения епархиального училищного совета
1889—1904 — председатель попечительского совета Александровского Вологодского купеческого благотворительного общества. Данное общество было создано в 1886 году. Его основной целью было объявлено оказание помощи неимущим лицам и целым семействам
1895—1905 — член совета, с 1906 года — директор «Дома призрения Семёна Леденцова»
С 1896 года — пожизненный член попечительского общества о «Доме трудолюбия»
С 1916 года — директор Скулябинской богадельни

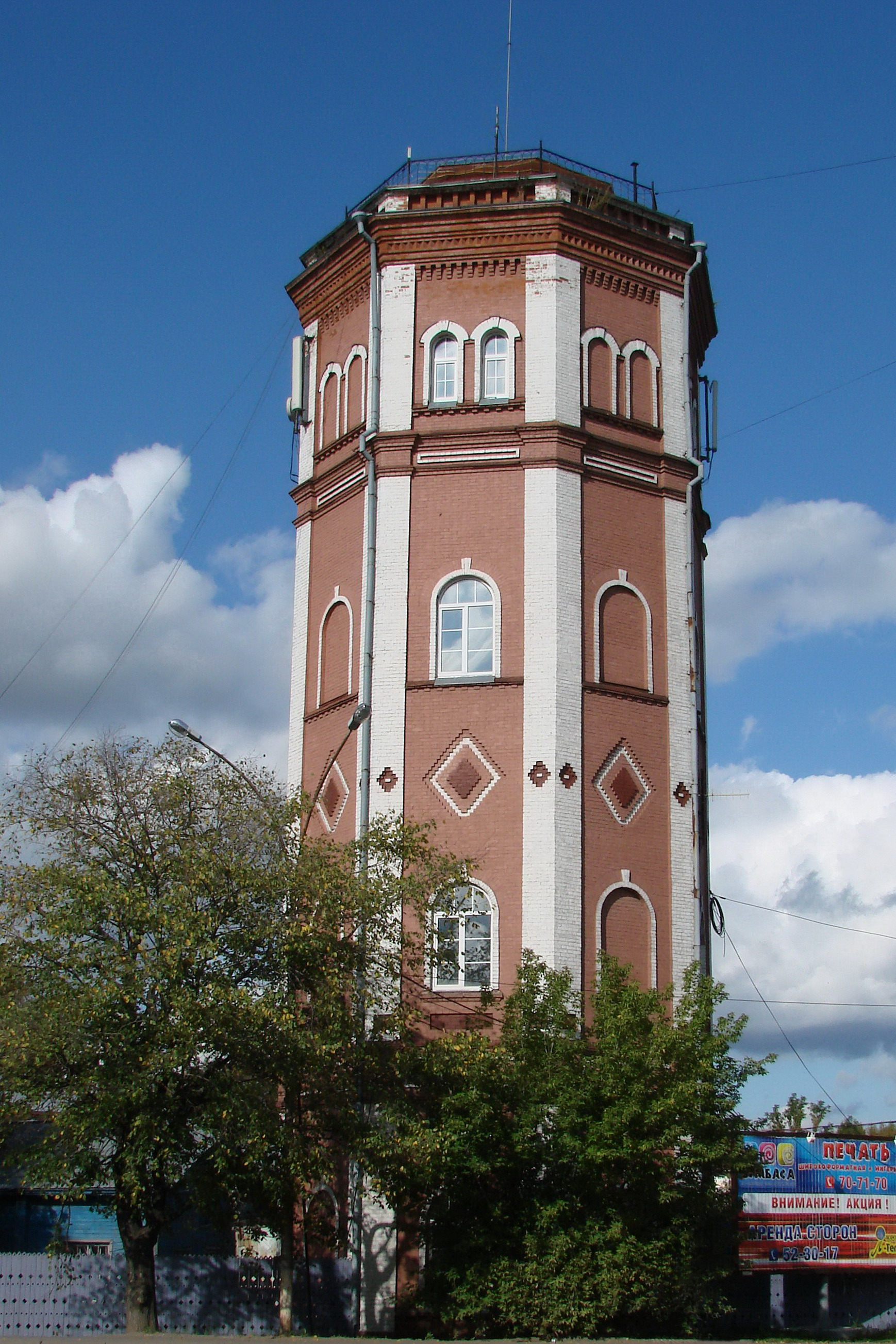
Водонапорная башня
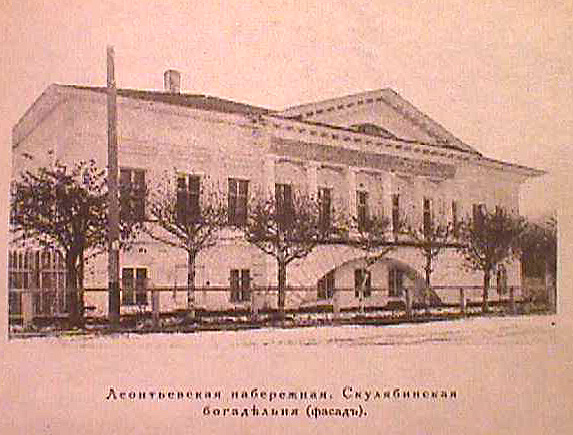
Скулябинская богадельня
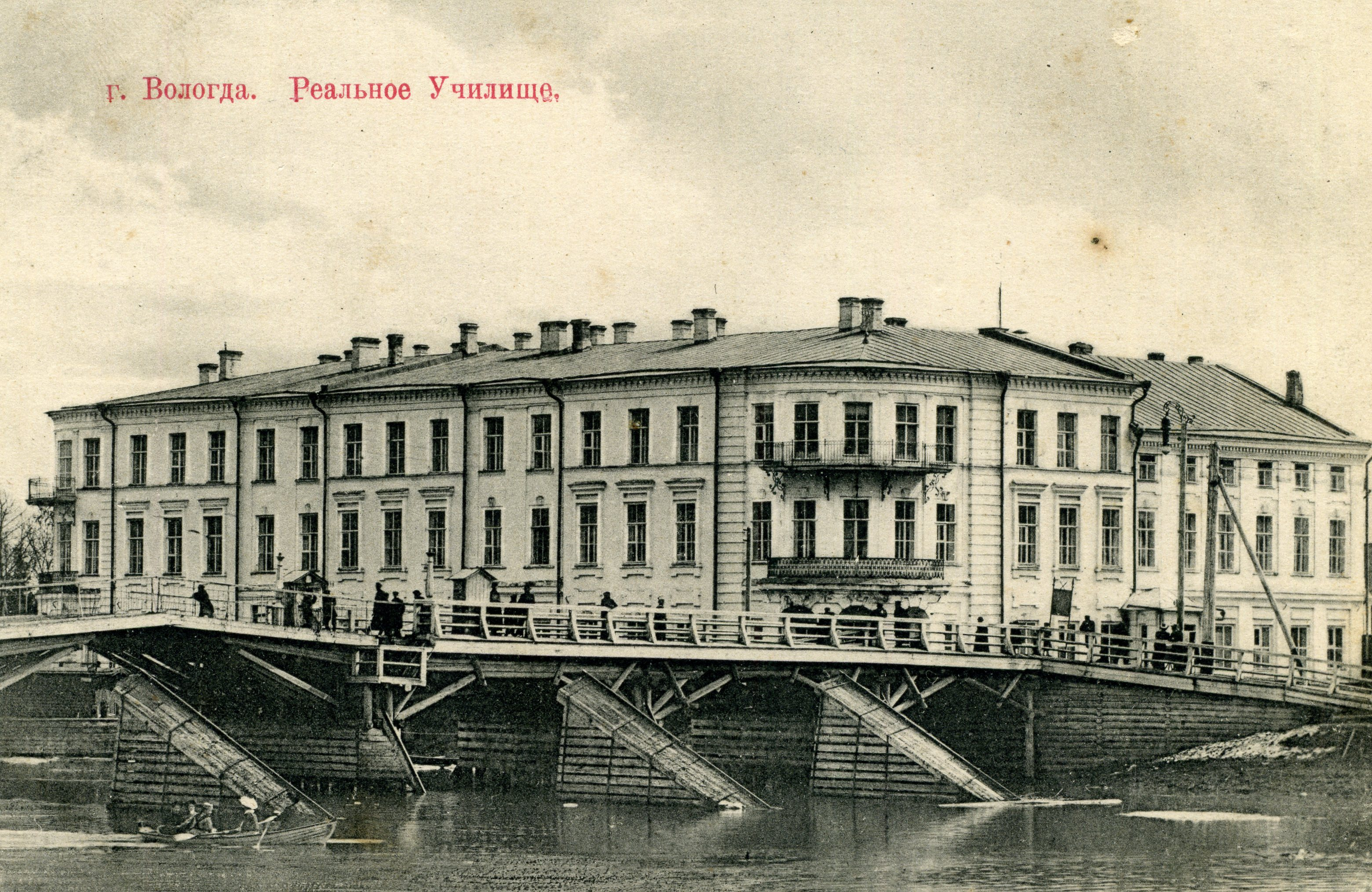
Александровское реальное училище
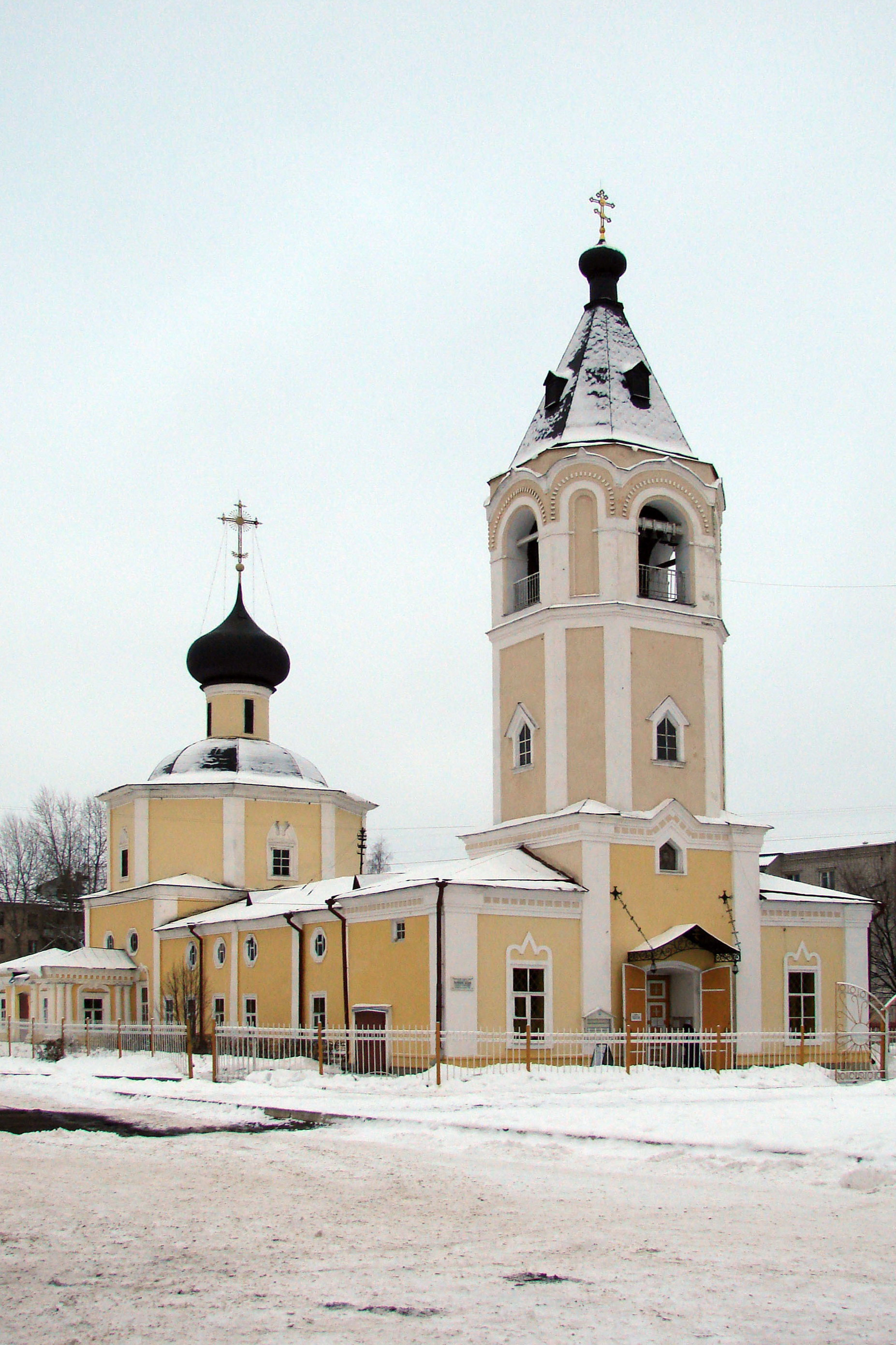
Храм Покрова на Козлёне

## Награды и звания
- серебряный жетон и серебряная медаль «В память коронования императора Николая II»
- медаль Российского общества Красного Креста
- медаль «За труды по первой всеобщей переписи населения»
- медаль «В память коронации императора Александра III»
- орден «Святого Станислава» II степени
- орден «Святого Станислава» III степени
- орден «Святой Анны» II степени
- орден «Святой Анны» III степени
- орден Святого Владимира
- Почетный гражданин города Вологды — за вклад в развитие городского хозяйства, транспортных связей и благоустройства города (постановление Вологодской городской Думы от 25 июня 1901 года)